# Cnipodectes
Cnipodectes és un gènere d'ocells de la família dels tirànids (Tyrannidae). Agrupa dues espècies originàries d'Amèrica del Sud i Central, on es distribueixen des de les terres baixes de l'est de Panamà fins al sud-oest de l'Amazònia, en el sud-est de Perú, nord-oest de Bolívia i nord-oest del Brasil. Als seus membres se'ls coneix pel nom vulgar de cabdill.

## Característiques
Els ocells d'aquest gènere són de mida mitjana, mesurant entre 18 i 22 cm de longitud, de bec força ample, i la característica principal del qual és que les primàries externes dels mascles són rígides i tortes, sovint evidents en camp, fent aparèixer l'ala com "matussera". Generalment solitaris, rarament o mai s'ajunten en estols mixtos. Sovint estiren lentament una ala sobre el dors.

## Etimologia
El nom genèric Cnipodectes es compon de les paraules del grec antic «knips, knipos» que significa “insecte”, “arna”, i «dēktēs» que significa “mossegador”.

## Taxonomia
Els amplis estudis genètic-moleculars realitzats per Tello et al. (2009) van descobrir una quantitat de relacions noves dins de la família Tyrannidae que encara no estan reflectits en la majoria de les classificacions. Seguint aquests estudis, Ohlson et al. (2013) van proposar dividir Tyrannidae en cinc famílies, entre les quals Rhynchocyclidae (Berlepsch, 1907) agrupant diversos gèneres entre els quals Cnipodectes, aquest sedis mutabilis (és a dir, amb lleugera incertesa a causa de dades no conclusives) en una nova subfamília Todirostrinae (Tello, Moyle, Marchese & Cracraft, 2009), al costat de Taeniotriccus, Hemitriccus, Todirostrum, Poecilotriccus, Myiornis, Atalotriccus, Lophotriccus i Oncostoma. El Comitè Brasiler de Registres Ornitològics (CBRO) adopta aquesta família, mentre el Comitè de Classificació de Sud-amèrica (SACC) espera propostes per a analitzar els canvis.
Segons la Classificació del Congrés Ornitològic Internacional (versió 14.2, 2024) aquest gènere està format per dues espècies:
- Cnipodectes subbrunneus - cabdill bru.
- Cnipodectes superrufus - cabdill rogenc.